# Gintaras Einikis
Gintaras Einikis (Kretinga, 30 de setembro de 1969) é um ex-basquetebolista profissional lituano que atualmente está aposentado. Detém um recorde entre os atletas lituanos de ser o único medalhista em 3 olimpíadas seguidas (Barcelona 1992, Atlanta 1996 e Sydney 2000) tendo conquistado a Medalha de Bronze nas três ocasiões.